# Bitwa pod Novi

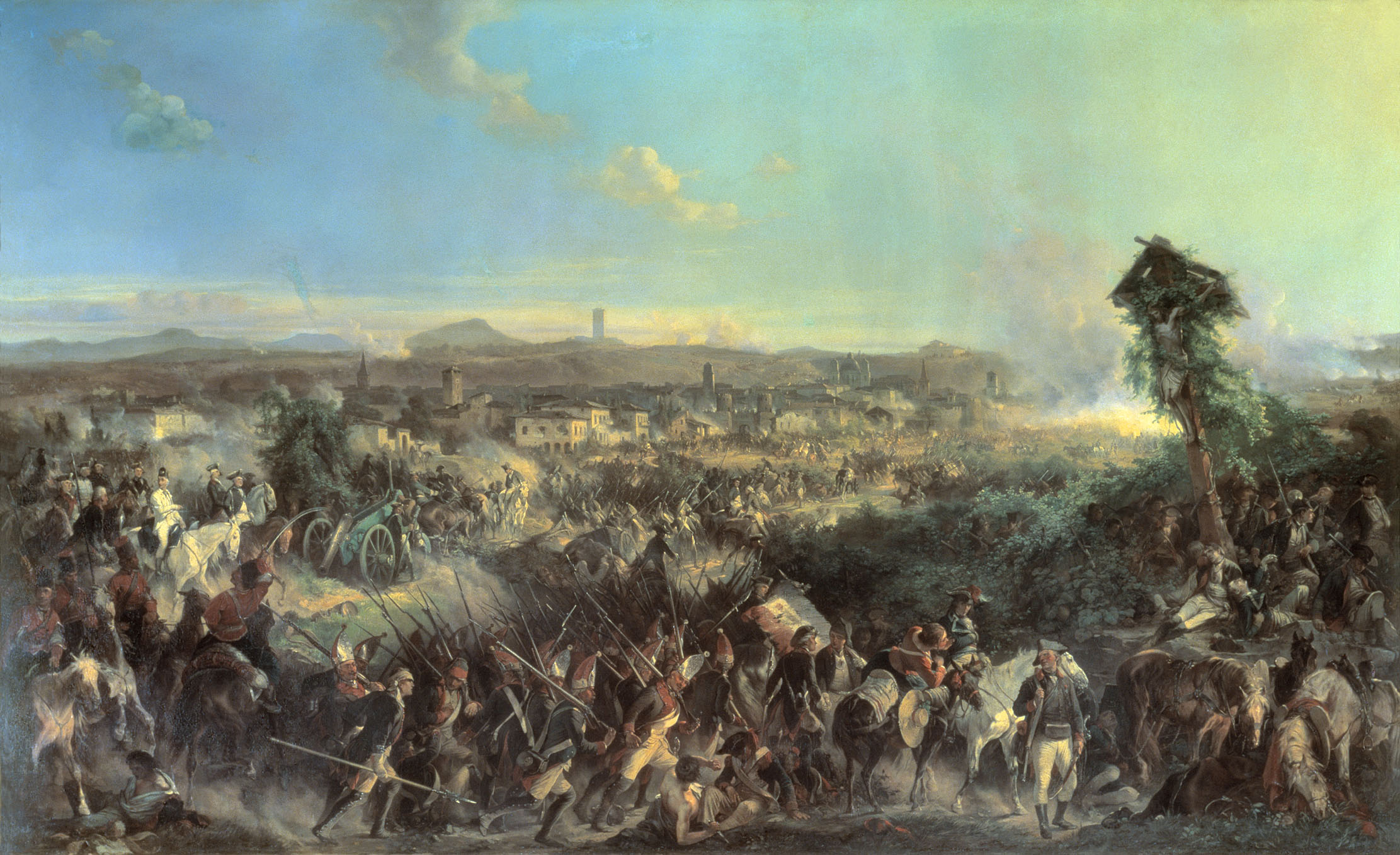
Bitwa pod Novi, obraz namalowany przez Alexandra von Kotzebue

Bitwa pod Novi – starcie zbrojne, które miało miejsce 15 sierpnia 1799 roku podczas wojny Francji z drugą koalicją.
Bitwa stoczona została w pobliżu miasta Novi (w Piemoncie) między armią francuską (34 930 żołnierzy), dowodzoną przez Jouberta, a armią austriacko-rosyjską (51 547 żołnierzy), dowodzoną przez Suworowa.
Gdy 15 sierpnia prowadzeni przez Suworowa Austriacy i Rosjanie zaatakowali pozycje francuskie, już w początkowej fazie bitwy zginął naczelny wódz armii francuskiej Joubert. Francuzi jednak zdołali odeprzeć natarcie Austriaków, a nawet sami przeszli do kontrnatarcia. Cała bitwa trwająca do popołudnia składała się z kolejnych rosyjsko-austriackich ataków, skutecznie odpieranych przez Francuzów. W końcu Suworow przeprowadził decydujące uderzenie, które zmusiło wojska francuskie do chaotycznego odwrotu. W bitwie pobici Francuzi  stracili 12 000 zabitych i rannych, 4 600 jeńców i 37 dział, natomiast Austriacy i Rosjanie – 8 200 zabitych, rannych i zaginionych.